# 金武町立中川小学校
金武町立中川小学校（きんちょうりつ なかがわしょうがっこう）は、沖縄県国頭郡金武町金武にある公立小学校。

## 沿革
出典
- 1945年（昭和20年）
  - 7月7日 - 源原校として開校。
  - 7月20日 - 源原校を城原に移し中川初等学校と称す。源原校を分校として経営。
- 1949年（昭和24年）1月1日 - 学校建築落成式挙行。
- 1951年（昭和26年）7月17日 - 石造り校舎完成（52坪）。
- 1956年（昭和31年）10月26日 - 新校舎スラブ造り完成（46坪）。
- 1963年（昭和38年）4月15日 - 中川幼稚園開園。
- 1968年（昭和43年）12月1日 - 校章選定。
- 1972年（昭和47年）
  - 2月14日 - 校旗の樹立式挙行。
  - 3月4日 - 創立25周年記念式典挙行。
- 1978年（昭和53年）4月10日 - 体育館完成引継。
- 1980年（昭和55年）11月3日 - 中庭庭園完成。
- 1981年（昭和56年）3月4日 - 飼育観察用池完成。
- 1985年（昭和60年）10月3日 - 運動場照明施設落成点灯式挙行。
- 1987年（昭和62年）
  - 4月7日 - 中川子ども憲章ができる。
  - 9月1日 - 中川あいさつ通り開設し、中川あいさつ憲章設定。
- 1991年（平成3年）
  - 6月14日 - 校内プール開き、プール完成祝賀会開催。
  - 10月8日 - 騒音状況視察ため、太田沖縄県知事訪問。
- 1993年（平成5年）
  - 7月7日 - 創立48周年記念行事として、もちつき大会開催。
  - 8月10日 - 校舎改築のため旧校舎解体工事始まる。
- 1994年（平成6年）3月15日 - 改築校舎竣工。
- 1995年（平成7年）
  - 7月7日 - 創立50周年記念式典挙行。祝賀会開催し、記念碑除幕・祝賀パレード・教育展などの記念行事開催。
  - 10月1日 - この日開催の運動会を「創立50周年記念運動会」として開催（記念タオル配布）。
- 2002年（平成14年）3月13日 - ビオトープ落成式挙行。
- 2007年（平成19年）6月22日 - 平和集会「忘れないで なかよし地蔵を!」開催。
- 2014年（平成26年）
  - 7月29日 - 運動場整備着工。
  - 8月18日 - 新体育館着工。
- 2015年（平成27年）
  - 7月27日 - 図書館移設作業開始（多目的室へ。8月14日まで）。
  - 8月3日 - 新体育館完成。
  - 10月4日 - この日開催の運動会を「創立70周年記念運動会」として開催。
  - 10月18日 - PTA主催で「新体育館完成記念バレーボール大会」開催。
  - 11月9日 - この日から11月13日まで、仮設校舎への引越し作業実施。
- 2016年（平成28年）
  - 9月29日 - この日と翌日の2日間、新校舎への引越し作業実施。
  - 10月3日 - 新校舎での授業開始。
  - 10月15日 -  新校舎落成式挙行。
- 2020年（令和2年）
  - 4月9日 - この日から5月20日まで、コロナウィルス感染症予防のため休校。
  - 5月21日 - 学校再開し、令和2年度入学式挙行。
- 2021年（令和3年）
  - 1月23日 - タイムカプセル開封式挙行。
  - 1月24日 - 創立75周年記念式典挙行。
  - 8月30日 - この日から9月5日まで、コロナ感染予防のため休校。
  - 9月6日 - この日から9月9日まで、1～4学年児童は分散登校、5・6学年児童は特別日課を実施。
  - 9月10日 - この日から9月17日まで、1～3学年児童は午前中授業、4～6学年児童は5校時授業実施。
- 2022年（令和4年）
  - 1月11日 - この日から1月21日まで、 コロナウィルス感染予防のための休校。
  - 1月23日 - この日から1月28日まで、リモート授業実施。
  - 1月30日 - この日から2月4日まで、 午前中授業（簡易給食持ち帰り）。
  - 2月7日 - 通常授業開始。

## 通学区域
- 中川区（行政区）

## 進学先中学校
- 金武町立金武中学校

## 周辺
- 金武町立中川幼稚園 - 敷地が隣接、かつ進学前幼稚園。ただし、現在休園中である[2]。
- 中川区近隣公園

## アクセス
- 沖縄バス22系統・77系統で、「中川」停留所より、
  - 名護バスターミナル行のりばから、徒歩約410m・6分。
  - 中部病院（うるま市）行・那覇バスターミナル行のりばから、徒歩約430m・約7分。